# Aurora (nave da crociera)
Aurora è una nave da crociera della compagnia britannica P&O Cruises.

## Storia

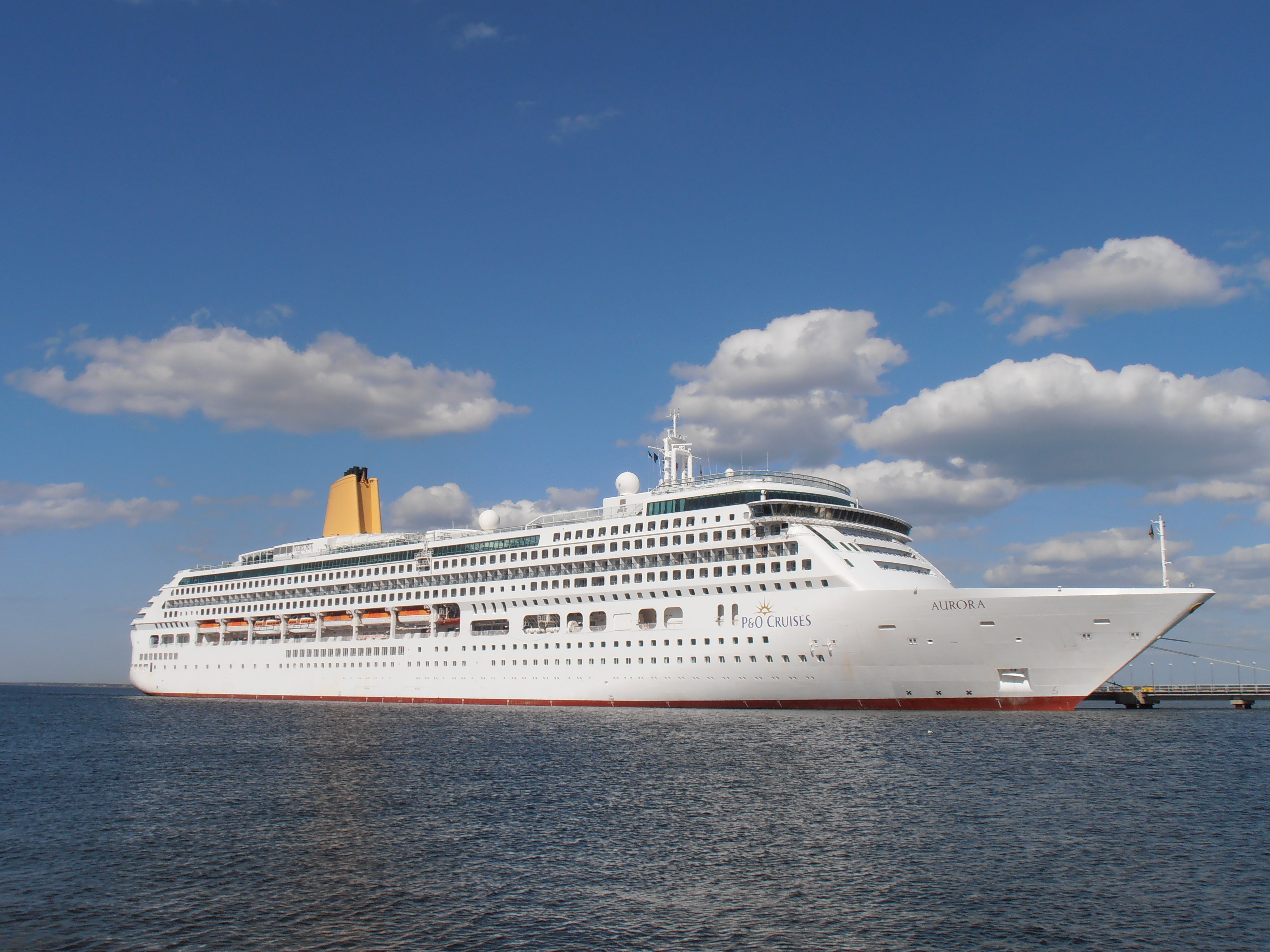
Aurora a Tallinn con la vecchia livrea

La nave è stata costruita nei cantieri Meyer Werft di Papenburg e consegnata nel 2000 alla P&O Cruises. Fu battezzata dalla principessa Anna il 27 aprile di quell'anno, ma la bottiglia non si ruppe quando colpì lo scafo (considerato un segno di sciagura nel mondo marinaresco). In effetti, durante la sua carriera, la nave subì vari problemi e intoppi, a detta dei più superstiziosi causati proprio dall'incidente avvenuto al battesimo. Nel 2014 all’Aurora fu applicata la nuova livrea con la Union Flag a prua e il fumaiolo blu.